# Саратикянц Семен Арутюнович
Семен Арутюнович Саратикянц (13 вересня 1919, місто Єреван, Республіка Вірменія — 2010, місто Донецьк) — радянський діяч, гірничий інженер, директор Донецького державного науково-дослідного вугільного інституту (ДонВУГІ), генеральний директор виробничого об'єднання «Луганськвугілля» (1963—1965). Кандидат технічних наук.

## Біографія
У 1938 році після закінчення середньої школи вступив до Московського гірничого інституту.
У липні 1941 року був призваний в Червону армію. Учасник німецько-радянської війни. Демобілізувався в жовтні 1945 року. 
Після закінчення в 1947 році Новочеркаського політехнічного інституту за спеціальністю «розробка пластових родовищ» працював начальником видобувної дільниці, помічником головного інженера шахти № 14 тресту «Боковоантрацит» Ворошиловградської області. Член КПРС.
У березні 1952 — травні 1954 року — начальник шахти № 13 тресту «Свердловантрацит» Ворошиловградської області.
З травня 1954 року — головний інженер і керуючий тресту «Краснодонвугілля» Луганської області.
У 1963 — жовтні 1965 року — начальник комбінату «Луганськвугілля» Луганської області.
У жовтні 1965—1974 роках — 1-й заступник міністра вугільної промисловості Української РСР.
У 1974—1975 роках — керуючий тресту, генеральний директор виробничого об'єднання «Павлоградвугілля» Дніпропетровської області.
У 1975—1990 роках — директор Донецького державного науково-дослідного вугільного інституту (ДонВУГІ) Донецької області.
Потім — на пенсії в місті Донецьку. Очолював Фонд соціального захисту гірничих інженерів і спеціалістів вугільної промисловості Донецької та Луганської областей.

## Нагороди
- ордени
- медалі
- лауреат премії Ради Міністрів СРСР
- «Заслужений шахтар України»